# Classe Minas Geraes
A Classe Minas Geraes consistia em dois couraçados construídos para a Marinha do Brasil no início do século XX. Os navios eram o Minas Geraes, nomeado em homenagem ao estado brasileiro, e o São Paulo, nomeado em homenagem ao estado e à cidade. Eles foram construídos com a intenção de ajudar o Brasil a se tornar uma potência internacional, e consequentemente iniciaram uma corrida armamentista naval na América do Sul.
Em 1904, o Brasil começou um enorme projeto de construção naval que incluía três navios de guerra de 11 800 toneladas cada. O projeto e encomenda dos navios demorou dois anos, porém esses planos foram abandonados depois do revolucionário conceito do couraçado Dreadnought ter deixado o projeto brasileiro obsoleto. Dois couraçados foram então encomendados, fazendo do Brasil o terceiro país do mundo com tais tipos de navio em construção, antes mesmo de potências tradicionais como Alemanha, França e Rússia. Por causa disso, os navios brasileiros causaram uma grande agitação internacional, com muitos incorretamente especulando que eles se destinavam a outro país.
Pouco após serem entregues, em 1910, Minas Geraes e São Paulo foram envolvidos na Revolta da Chibata, em que as tripulações de quatro navios brasileiros exigiram o fim dos castigos corporais na marinha. Os revoltosos se renderam após quatro dias, quando um decreto foi aprovado garantindo anistia para todos os envolvidos. Em 1922, os dois couraçados foram usados para por fim a uma revolta no Forte de Copacabana. Dois anos depois, tenentes do São Paulo se amotinaram, mas encontraram pouco apoio de outras unidades militares e acabaram navegando até Montevidéu, Uruguai, pedindo asilo. O Minas Geraes foi modernizado na década de 1930, porém os dois navios eram muito antigos para participarem ativamente da Segunda Guerra Mundial, e assim foram empregados na defesa dos portos de Salvador e Recife. O São Paulo foi vendido para um desmantelador britânico em 1951, porém afundou ao norte dos Açores durante uma tempestade enquanto era rebocado para seu destino final. O Minas Geraes foi vendido para um desmantelador italiano em 1953, sendo rebocado para Génova no ano seguinte.

## História
No final da década de 1880, a Marinha do Brasil começou a ficar obsoleta após a Proclamação da República, que depôs o Imperador Dom Pedro II, e a Revolta da Armada. Enquanto isso, uma disputa entre a Argentina e o Chile pelas fronteiras da Patagónia e pelo controle do Estreito de Beagle iniciou uma corrida armamentista naval entre as duas nações que durou até 1902. Restrições foram impostas nas duas marinhas e grandes navios foram vendidos como parte do acordo que encerrou a disputa, mas mesmo assim os dois países ainda mantiveram um grande número de embarcações ativas. Dessa forma, na virada do século XX, a Marinha do Brasil estava bem atrás das marinhas argentina e chilena em qualidade e tonelagem, apesar do Brasil ter, na época, uma população três vezes maior que a da Argentina e cinco vezes maior que a do Chile.
A alta demanda por café e borracha injetou muito dinheiro no país no início da década de 1900. Simultaneamente, havia um desejo entre as principais figuras brasileiras da época, mais notavelmente o Barão do Rio Branco, de que o país fosse reconhecido como uma potência internacional. Um grande programa de expansão naval foi redigido e aprovado, em outubro de 1904, pelo Congresso Nacional de acordo com a crença de que uma marinha poderosa seria crucial para alcançar esse objetivo, porém isso foi feito dois anos antes da encomenda de qualquer navio.
Dois grupos distintos discutiram sobre quais tipos de navios seriam encomendados. Um grupo favorecia uma marinha baseada em um número pequeno de grandes navios, enquanto o outro preferia uma marinha maior composta por pequenas embarcações. O segundo grupo originalmente prevaleceu com um decreto autorizando a construção de três navios de guerra pequenos, três cruzadores blindados, seis contratorpedeiros, doze torpedeiros, três submarinos e dois barcos de patrulha. Embora o governo brasileiro ter posteriormente eliminado os cruzadores blindados por motivos monetários, o Ministro da Marinha, Almirante Júlio César de Noronha, assinou um contrato em 23 de julho de 1906 com a Armstrong Whitworth para a construção de três navios de guerra. Apesar do projeto original ter sido um derivado do norueguês Norge e do britânico HMS Swiftsure, os navios encomendados seguiriam o Projeto 439 da Armstrong Whitworth (Projeto 188 nos arquivos da Vickers). Eles teriam um deslocamento de 12 mil t, uma velocidade de 19 nós (35 km/h), uma blindagem de 23 cm no casco e uma de 3,8 cm no convés. Cada navio seria armado com doze canhões de 25 cm armados em seis torres. Essas torres seriam montadas em uma configuração hexagonal, similar a classe Nassau da Alemanha.

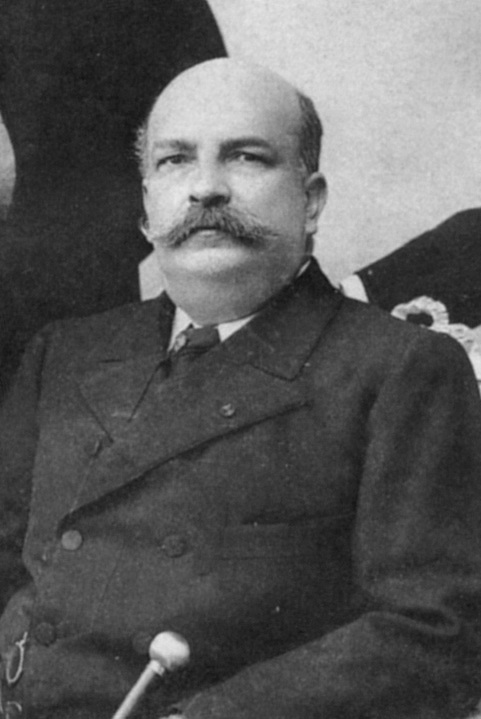
José Paranhos, Barão do Rio Branco

Alarmado, o embaixador norte-americano no Brasil enviou em setembro de 1906 um telegrama ao Departamento de Estado dos Estados Unidos, avisando seu governo sobre a possível desestabilização decorrente se a situação se desenvolvesse em uma corrida armamentista. Ao mesmo tempo, o governo norte-americano liderado por Theodore Roosevelt tentou usar meios diplomáticos para coagir o governo brasileiro a cancelar seus navios, porém essas tentativas foram ignoradas, com o Barão do Rio Branco afirmando que as exigências norte-americanas deixariam o Brasil tão impotente quanto Cuba. O Presidente do Brasil, Afonso Pena, apoiou as aquisições da marinha em um discurso para o Congresso Nacional feito em novembro de 1906, já que, em sua opinião, os novos navios eram necessários para substituir as embarcações antiquadas e obsoletas que a marinha usava na época.

## Licitação e construção
O Projeto 439 foi modificado antes do início das obras dos navios, aumentando o deslocamento para 14 564 t e os deixando mais compridos e mais largos. Dois desses navios começaram a ser construídos pela Armstrong Whitworth em Elswick, Inglaterra (Minas Geraes e Rio de Janeiro), enquanto outro foi subcontratado para a Vickers em Barrow-in-Furness (São Paulo). Entretanto, o novo conceito de couraçado, que foi demonstrado com o lançamento do HMS Dreadnought em dezembro de 1906, deixou os navios brasileiros obsoletos. Uma transição para navios um pouco maiores foi finalizada pela escolha do Contra-Almirante Alexandrino Faria de Alencar como Ministro da Marinha. O dinheiro que autorizou a expansão naval foi redirecionado por Alexandrino Faria de Alencar para a construção de dois couraçados, com planos para um terceiro após o primeiro ser completado, dois cruzadores de patrulha (que se tornaram a classe Bahia), dez contratorpedeiros (a classe Pará), e três submarinos (classe Foca). Os três navios cuja construção já havia sido iniciada foram demolidos, começando em 7 de janeiro de 1907.

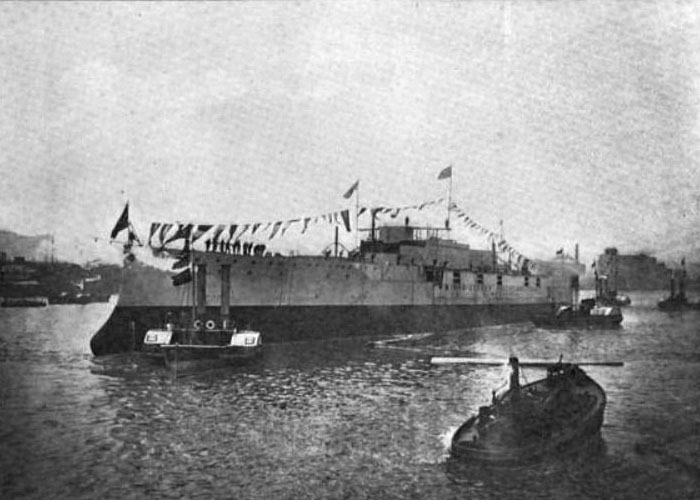
Minas Geraes pouco após seu lançamento

Um projeto inteiramente novo, incorporando a mais nova tecnologia do couraçado, foi criado por J. R. Perret, chefe da Elswick Ordnance Company, e aprovado pelo governo brasileiro em 20 de fevereiro de 1907. A Argentina e o Chile imediatamente anularam o tratado de 1902 que encerrou sua disputa armamentista, e começaram a planejar expandir suas marinhas, apesar do plano do Chile ter sido atrasado por uma depressão financeira em 1907 e um enorme terremoto no ano seguinte.
Minas Geraes, o primeiro da classe, teve suas obras iniciadas pela Armstrong em 17 de abril de 1907, enquanto que as obras de seu irmão São Paulo começaram treze dias depois na Vickers. A construção do casco parcial necessário para o lançamento do Minas Geares foi atrasada em quatro meses por causa de uma greve até 10 de setembro de 1908, com o São Paulo sendo lançado em 19 de abril de 1909. Os dois navios foram batizados perante multidões pela esposa de Francisco Régis de Oliveira, o embaixador brasileiro no Reino Unido. Depois de vários testes de velocidade, resistência, eficiência e armamento, o Minas Geraes foi completado e entregue ao Brasil em 5 de janeiro de 1910. O São Paulo foi entregue em julho, após seus testes. O terceiro couraçado, que se chamaria Rio de Janeiro, teve suas obras iniciadas em 16 de março, porém o governo brasileiro o cancelou em 7 de maio por já estar obsoleto perto de novas tecnologias navais (principalmente o super-couraçado, começando com o HMS Orion), pedindo para a Armstrong preparar um novo projeto.
Na época, o projeto do couraçado não havia sido completamente validado, apesar do sucesso do Dreadnought; por exemplo, ainda havia preocupações de que o arranjo de canhões da classe Minas Geraes (um canhão sobre outro) – que não havia sido utilizado no Dreadnought, mas havia sido instalado na classe South Carolina dos Estados Unidos – feriria a equipe do canhão de baixo durante um disparo. Quaisquer preocupações imediatas, todavia, foram mitigadas durante os testes de tiro depois de nenhum efeito colateral ter sido observado, apesar do The Times ter relatado que ainda havia dúvidas durante os testes de tiro do São Paulo.

## Reação internacional

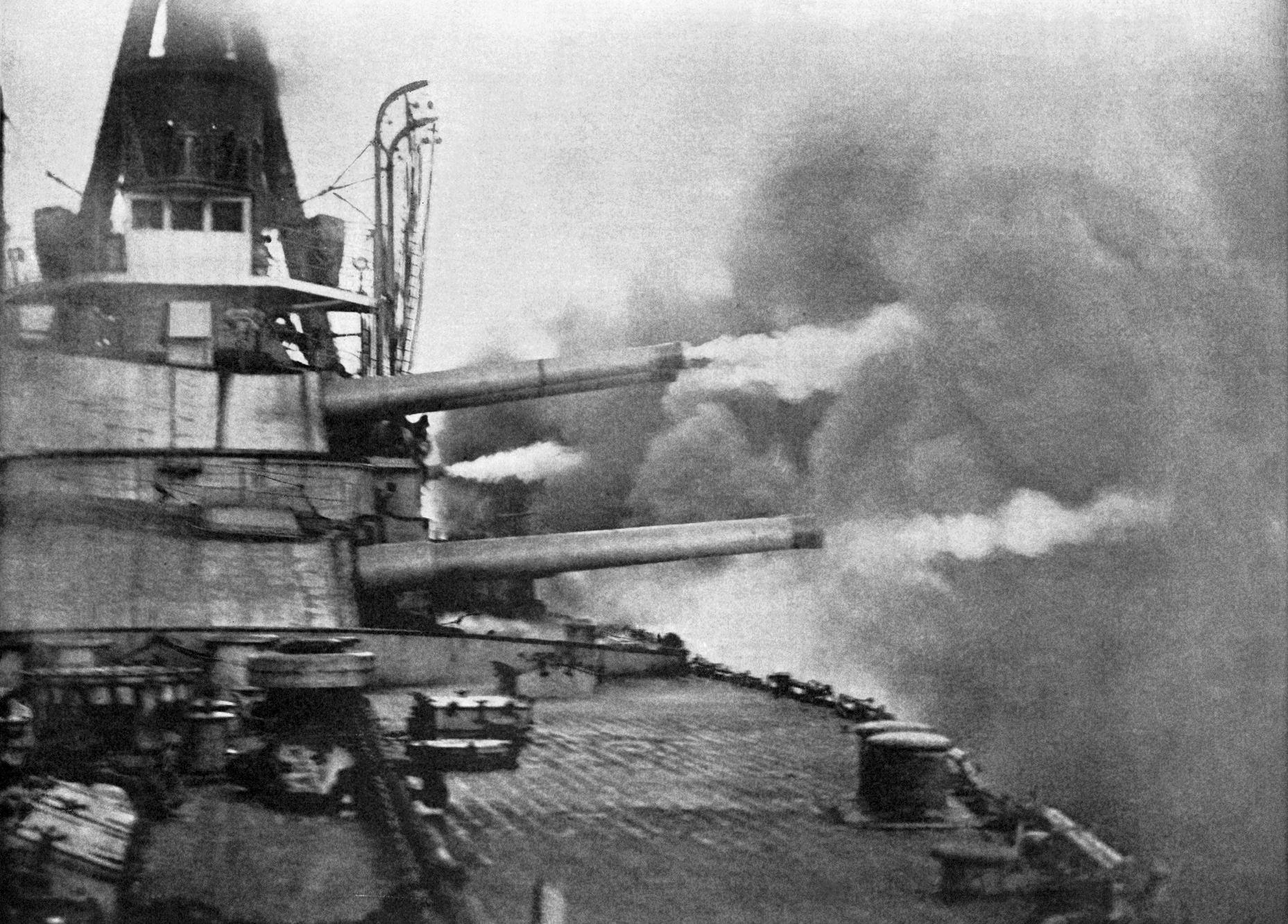
Minas Geraes realizando testes em seus canhões

O começo das obras no Minas Geraes significou que o Brasil havia se tornado o terceiro país – depois de Reino Unido e Estados Unidos, e antes de potências como Alemanha, França, Rússia e Japão – a ter um couraçado em construção.
A encomenda dos couraçados causou uma enorme agitação nos EUA e na Europa; nas palavras do jornal britânico Navy League Annual, eles "surpreenderam o mundo naval". O jornal norte-americano The New York Times começou seu artigo sobre o lançamento do Minas Geraes com, "Aquilo que é no papel o navio de guerra mais poderoso já construído para uma marinha..." enquanto que a Scientific American chamou o Minas Geraes de "a última palavra em projeto de navio de guerra e o... navio armado mais poderoso no mar". Algumas publicações, como a Advocate of Peace, condenaram a compra dos couraçados por seu custo, escrevendo "uma política naval ostensiva e pretensiosa pela aparentemente pura satisfação do orgulho nacional", continuando com "é uma política lamentável... [colocar] dinheiro em navios de guerra inúteis quando é conhecido que dinheiro estrangeiro terá de ser emprestado para melhorias no Rio de Janeiro".
A Câmara dos Comuns britânica debateu a compra dos navios em março de 1908 para reforçar a Marinha Real e, ao mesmo tempo, garantir que eles não fossem vendidos a um rival estrangeiro. O tema ressurgiu em julho e setembro, quando Arthur Lee manifestou seu desconforto com as possíveis disposições finais dos navios brasileiros, pois qualquer venda tinha o potencial de atrapalhar seu "Padrão de Duas Potências". A International Marine Engineering analisou o efeito de uma venda para o Japão, afirmando que o peso total da linha de batalha do Japão seria aumentado em 31,6%, e os únicos navios capazes de igualar o Minas Geraes em futuro próximo seriam a classe Delaware e a classe Nassau.
Jornais de todo o mundo especulavam que o Brasil estaria agindo como um representante de uma potência naval que se apoderaria dos dois dreadnoughts logo após a conclusão, pois não acreditavam que uma potência geopolítica antes insignificante fosse capaz de adquirir um armamento tão poderoso. As evidências de uma venda pareciam fortes, pois as tentativas brasileiras de oferecer um empréstimo multimilionário contra o valor de sua safra de café em 1908 não tiveram sucesso. Com três dreadnoughts planejados (incluindo o Rio de Janeiro), um jornal naval espanhol afirmou que "era natural que os rumores [começassem] a circular apoiando o argumento de que o Brasil atuou como intermediário para alguma grande potência que os adquiriria antes que a construção fosse terminada." Vários jornais britânicos especularam que os alemães, japoneses ou americanos estavam realmente comprando os navios, enquanto os especialistas navais na Alemanha achavam que os americanos, britânicos ou japoneses iriam tomá-los. Do outro lado do Atlântico, alguns jornais americanos teorizaram que os navios seriam vendidos para o Reino Unido, Alemanha ou Japão. O governo brasileiro foi forçado a negar essas alegações várias vezes. O New York Times comentou:
O rumor é que os três navios de guerra ... encomendados [na Grã-Bretanha] há dois anos serão lançados apenas para hastear a bandeira alemã. Afirma-se que esses navios, que são denominados São Paulo, Minas Geraes [sic] e Rio de Janeiro, e todos os quais serão concluídos no próximo outono, serão encaminhados ao governo alemão no pagamento de trinta milhões de dólares.Recorde-se que no momento da encomenda dos navios ... especulava-se muito sobre o destino destes, pois nenhum perito naval conseguia compreender como uma potência de segunda categoria como o Brasil necessitava de tão formidáveis máquinas de guerra que representam absolutamente as últimas etapas da construção naval e do armamento. Enquanto isso, havia sido noticiado que os navios estavam sendo construídos para o governo japonês, que mantinha um entendimento secreto com o Brasil. Mas essa teoria logo foi descartada pelo fato de as relações entre esses dois países não serem extremamente cordiais por conta da atitude do Brasil em relação à imigração de trabalhadores japoneses. Uma série de rumores apoiando esta teoria, onde o Brasil teria feito grandes encomendas de armamento no Reino Unido em nome do Japão (que então os usaria contra os Estados Unidos), foi fortemente negado pelo governo brasileiro. Rio Branco, por meio de um telegrama enviado ao embaixador do Brasil nos Estados Unidos Joaquim Nabuco, baseou seu contra-argumento na estreita relação entre os governos brasileiro e americano, dizendo que "toda pessoa sensata entenderá que um governo honesto e respeitável não se prestaria a desempenhar o papel atribuído ao Brasil pelo inventor da notícia." Em seguida, foi declarado semi-oficialmente que os navios nunca navegariam exceto para hastear a bandeira britânica, mas o dinheiro para tal propósito só poderia ser levantado por um empréstimo ou o Almirantado recebendo a soma do fundo de amortização – contingências que seriam naturalmente tornar-se propriedade pública muito antes de poderem ser realizadas.
Apesar da especulação, os Estados Unidos rapidamente começaram a postular o Brasil como aliado; os jornais navais dos EUA começaram a usar termos como "pan-americanismo" e "cooperação hemisférica".
Na América do Sul, os navios foram um choque brutal e desencadearam uma corrida armamentista naval entre Brasil, Argentina e Chile. O tratado de 1902 entre os dois últimos foi cancelado pela ordem brasileira de dreadnoughts para que ambos pudessem ser livres para construir seus próprios encouraçados. A Argentina, em particular, ficou alarmada com a possível potência dos navios. O ministro das Relações Exteriores, Manuel Augusto Montes de Oca, observou que tanto Minas Geraes quanto São Paulo poderiam destruir toda a frota argentina e chilena. Embora isso possa ter sido uma hipérbole, qualquer um dos dois era mais poderoso do que qualquer navio da frota argentina. Como tal, os argentinos responderam rapidamente aos dreadnoughts com um pedido aos Estados Unidos para dois deles, a classe Rivadavia, enquanto o Chile encomendou dois encouraçados da classe Almirante Latorre do Reino Unido.

## Navios
| Navio        | Construtor          | Início da construção | Lançamento             | Conclusão       | Destino                      |
| ------------ | ------------------- | -------------------- | ---------------------- | --------------- | ---------------------------- |
| Minas Geraes | Armstrong Whitworth | 17 de abril de 1907  | 10 de setembro de 1908 | janeiro de 1910 | Desmontado na década de 1950 |
| São Paulo    | Vickers             | 30 de abril de 1907  | 19 de abril de 1909    | julho de 1910   | Afundou em setembro de 1951  |

## Histórico de serviço
Após a conclusão, tanto Minas Geraes quanto São Paulo navegaram para outros países antes de chegar ao Brasil. Minas Geraes deixou o Tyne em 5 de fevereiro de 1910 e viajou para Plymouth antes de iniciar uma viagem para os Estados Unidos em 8 de fevereiro. O navio foi designado para escoltar o cruzador blindado norte-americano USS North Carolina (ACR-12), que transportava o corpo do ex-embaixador brasileiro nos Estados Unidos Joaquim Nabuco, até o Rio de Janeiro. Eles chegaram à cidade em 17 de abril de 1910.São Paulo deixou Greenock em 16 de setembro de 1910, e parou em Cherbourg, na França, para embarcar o presidente brasileiro Hermes da Fonseca. Com partida no dia 27, São Paulo viajou para Lisboa, Portugal, onde Fonseca foi convidado do Rei Manuel II de Portugal. Logo depois que eles chegaram, a revolução de 5 de outubro de 1910 começou. Embora o presidente tenha oferecido asilo político ao rei e sua família, a oferta foi recusada. Houve um boato de que o rei estava a bordo e os revolucionários tentaram revistar o navio, mas tiveram a permissão negada. Eles também pediram que o Brasil desembarcasse fuzileiros navais "para ajudar na manutenção da ordem", mas esse pedido também foi negado. São Paulo deixou Lisboa em 7 de outubro para o Rio de Janeiro, e aportou lá em 25 de outubro.

### Revolta da Chibata
Logo após a chegada de São Paulo, uma grande rebelião, conhecida como Revolta da Chibata, eclodiu em quatro dos mais novos navios da Marinha do Brasil. A centelha inicial foi dada em 16 de novembro de 1910, quando o marinheiro afro-brasileiro Marcelino Rodrigues Menezes foi brutalmente açoitado 250 vezes por insubordinação. Muitos marinheiros afro-brasileiros eram filhos de ex-escravos libertados pela Lei Áurea, mas forçados a entrar na marinha. Eles planejavam uma revolta há algum tempo, e Menezes se tornou o catalisador. Mais preparativos foram necessários, isso adiou a rebelião até 22 de novembro. Os tripulantes de Minas Geraes, São Paulo, Deodoro, e do Bahia rapidamente tomaram seus navios com um mínimo de derramamento de sangue: dois oficiais no Minas Geraes, um no São Paulo e um no Bahia foram mortos.

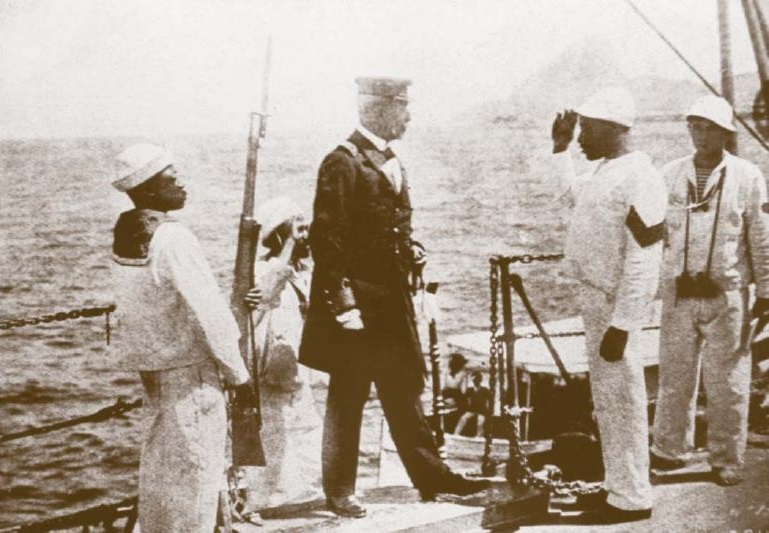
João Cândido entrega o comando do Minas Geraes ao capitão Pereira Leite

Os navios estavam bem abastecidos de gêneros alimentícios, munições e carvão, e a única exigência dos amotinados — liderados por João Cândido Felisberto — era a abolição da "escravidão praticada pela Marinha do Brasil". Eles se opunham a baixos salários, longas horas, treinamento inadequado para marinheiros incompetentes e punições, incluindo ser atingido na mão com uma virola e o uso de chicotes ou chicotadas, que acabaram se tornando um símbolo da revolta. No dia 23, o Congresso Nacional começou a discutir a possibilidade de uma anistia geral para os marinheiros. O senador Ruy Barbosa, há muito opositor da escravidão, deu grande apoio, e a medida foi aprovada por unanimidade no Senado Federal em 24 de novembro. A medida foi então encaminhada à Câmara dos Deputados.

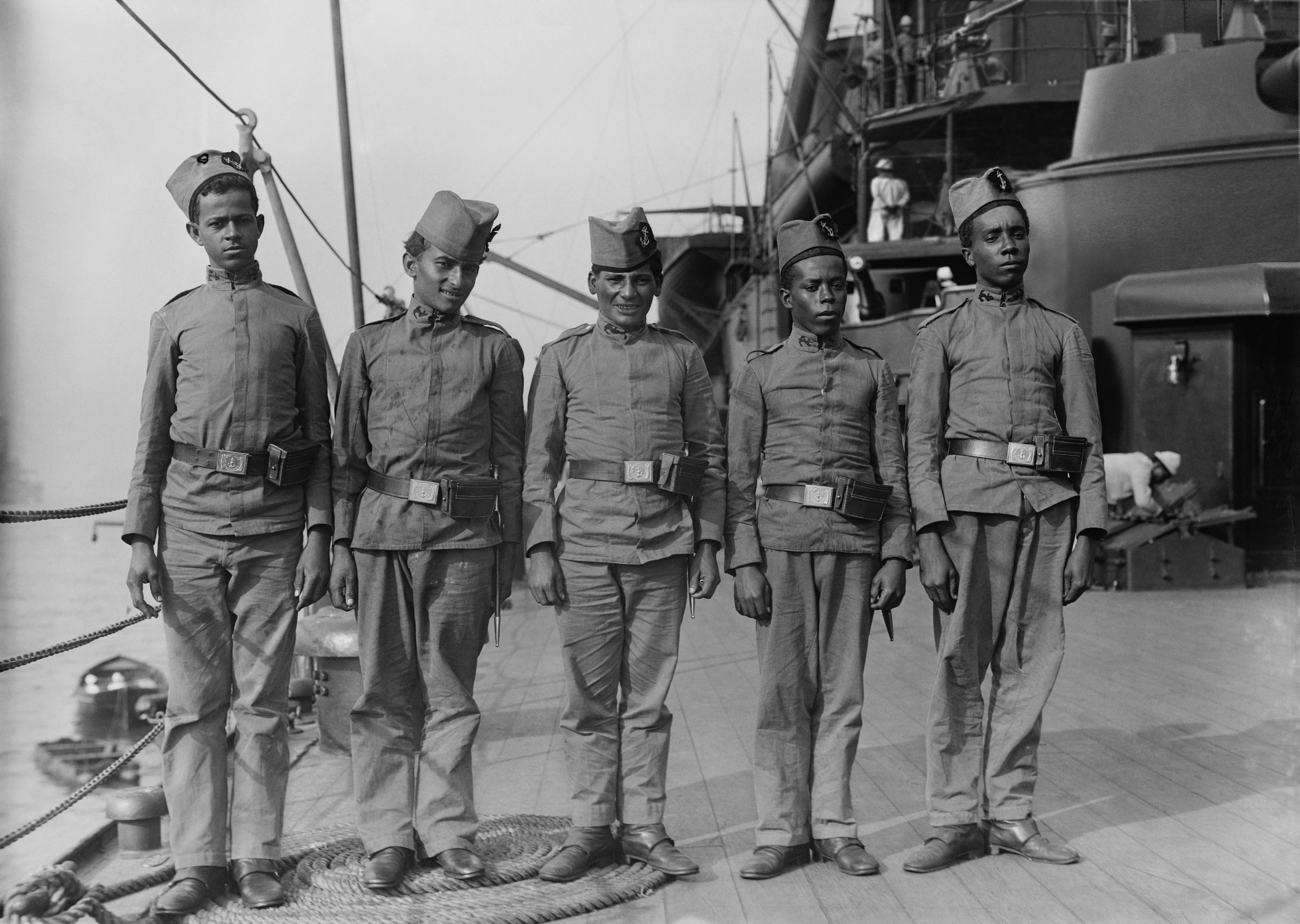
Marinheiros posam para um fotógrafo a bordo do Minas Geraes, provavelmente durante a visita do navio aos Estados Unidos no início de 1913

Pegos de surpresa pela revolta, os oficiais da marinha e o presidente do Brasil se opuseram firmemente à anistia, então rapidamente começaram a planejar o assalto aos navios rebeldes. O primeiro acreditava que tal ação era necessária para restaurar a honra do serviço. No final do dia 24, o presidente ordenou que os oficiais da marinha atacassem os amotinados. Oficiais tripulavam alguns navios de guerra menores e o cruzador Rio Grande do Sul, navio irmão do Bahia, com dez canhões de 119 milímetros. Eles planejavam atacar na manhã do dia 25, quando o governo esperava que os amotinados retornassem à Baía de Guanabara. Quando eles não retornaram e a medida de anistia se aproximou da Câmara dos Deputados, a ordem foi rescindida. Depois que o projeto foi aprovado por 125 a 23 e o presidente o sancionou, os amotinados se retiraram no dia 26.
Durante a revolta, muitos observadores notaram que os navios eram bem manejados, apesar da crença anterior de que a Marinha do Brasil era incapaz de operar efetivamente os navios mesmo antes de ser dividida por uma rebelião. João Cândido Felisberto ordenou que todas as bebidas fossem jogadas ao mar, e a disciplina nos navios foi reconhecida como exemplar. Os canhões de 119 milímetros eram frequentemente usadas para tiros sobre a cidade, mas os de 304 milímetros não, o que levou a uma suspeita entre os oficiais navais de que os rebeldes eram incapazes de usar as armas. Pesquisas e entrevistas posteriores indicam que os canhões do Minas Geraes estavam em pleno funcionamento, e enquanto os de São Paulo não podiam ser acionados depois que a água salgada contaminou o sistema hidráulico, os engenheiros britânicos ainda a bordo do navio após a viagem do Reino Unido estavam trabalhando no problema. Ainda assim, os historiadores nunca verificaram quão bem os amotinados poderiam lidar com os navios.

### Carreira posterior
Três anos após o motim, Minas Geraes foi requisitado para transportar o ministro das Relações Exteriores do Brasil, Lauro Müller, para os Estados Unidos. Após sua chegada, partiu dos Estados Unidos em 16 de julho e chegou ao Rio de Janeiro um mês depois. Em setembro, Minas Geraes e São Paulo participaram de um exercício com a maior parte do efetivo da Marinha do Brasil. A necessidade de um sistema de controle de incêndio mais moderno foi identificada no final de 1913, mas nenhuma ação foi tomada. Quando o Brasil entrou na Primeira Guerra Mundial em 1917, os encouraçados foram oferecidos ao Reino Unido para serviço na Grande Frota, mas os britânicos recusaram devido às condições em que os navios se encontravam. Eles não foram modernizados desde que entraram em serviço e a manutenção foi negligenciada; para ilustrar o problema, quando o Brasil enviou São Paulo para os Estados Unidos para uma modernização em junho de 1918, quatorze das dezoito caldeiras que alimentavam o navio falharam. O navio só terminou a viagem a Nova Iorque com a ajuda do encouraçado americano Nebraska e do cruzador Raleigh. Minas Geraes seguiu após o retorno de seu navio-irmão, e a modernização foi feita entre 1 de setembro de 1920 e 1 de outubro de 1921.

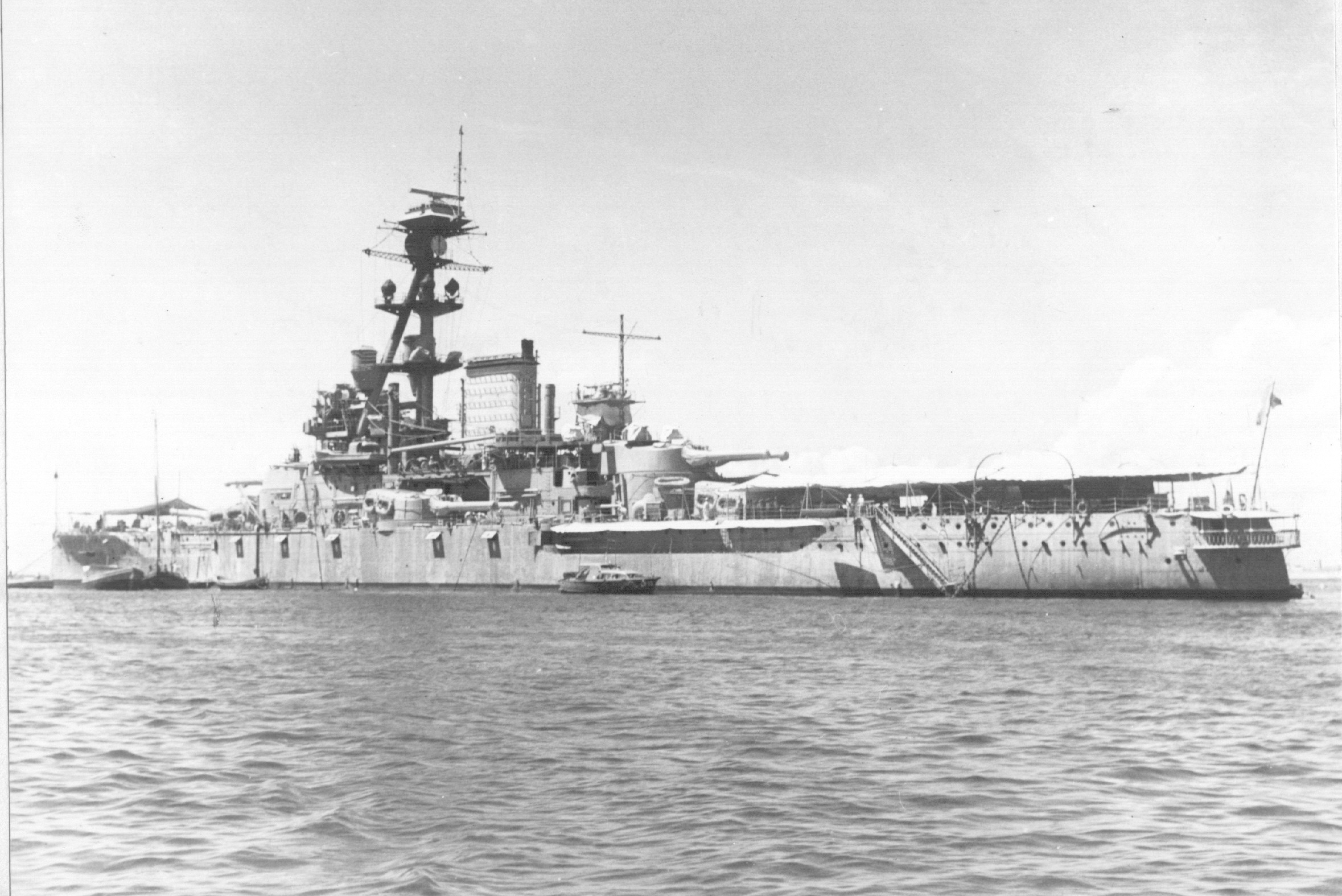
Minas Geraes após sua modernização na década de 1930, possivelmente durante a Segunda Guerra Mundial

São Paulo fez duas viagens à Europa em 1920. A primeira transportou o Rei Alberto I e a Rainha Isabel da Bélgica ao Brasil para as comemorações do centenário. Depois que São Paulo os trouxe para casa, o navio viajou para Portugal para levar os corpos do ex-exilado imperador Pedro II e sua esposa, Teresa Cristina, de volta ao Brasil. Em julho de 1922, ambos os encouraçados ajudaram a reprimir a primeira das revoltas Tenentistas, na qual a guarnição do Forte de Copacabana do Rio de Janeiro se rebelou e começou a bombardear a cidade. São Paulo bombardeou o forte e os rebeldes se renderam pouco depois; Minas Geraes não disparou. Em 1924, três tenentes, incluindo Hercolino Cascardo, assumiram São Paulo. Eles não tiveram sucesso em recrutar outros navios para sua causa, exceto um antigo torpedeiro, e logo saíram do porto depois de disparar um canhão de 152 milímetros em Minas Geraes. Com falta de alimentos e condensadores em mau estado, os rebeldes navegaram para Montevidéu, onde receberam asilo. Minas Geraes seguiu São Paulo, chegando em 11 de novembro e retomando a posse do navio.
Minas Geraes foi modernizado no Estaleiro Naval do Rio de Janeiro de junho de 1931 a 1938, enquanto São Paulo liderou uma força naval que bloqueou Santos durante a Revolução Constitucionalista de 1932. Embora o Brasil também pretendesse modernizar São Paulo, sua condição precária - ele só conseguia chegar a dez nós (dezenove quilômetros por hora) em vez de sua velocidade projetada de 21 nós (39 quilômetros por hora) — tornou tal ação um gasto excessivo e desnecessário do ponto de vista da Marinha. Logo após a entrada do Brasil na Segunda Guerra Mundial em 21 de agosto de 1942, São Paulo foi transferido para Recife em 23 de agosto para defender aquele porto como um navio de defesa costeira; Minas Geraes desempenhou um papel semelhante em Salvador. Mesmo com a modernização, Minas Geraes ainda era considerado velho e vulnerável demais para participar ativamente da guerra.
Ambos os navios foram desativados após a guerra, São Paulo em 2 de agosto de 1947 e Minas Geraes em 31 de dezembro de 1952. O primeiro foi vendido a um desmantelador britânico e rebocado do Rio de Janeiro em 20 de setembro de 1951. Quando ao norte dos Açores em uma forte tempestade, a linha de reboque quebrou. Embora várias buscas tenham sido montadas por aeronaves americanas e britânicas, o navio nunca foi encontrado. Minas Geraes foi vendido para uma empresa italiana em 1953 e rebocado para Gênova de 11 de março de 1954 a 22 de abril.

## Características
Os dois navios da classe Minas Geraes tinham cerca de 165 metros de comprimento de fora a fora, 160 metros na linha d'água e 150 metros entre perpendiculares. Eles tinham uma boca de 23,51 metros, um calado de 8,54 metros, um deslocamento normal de 19 281 toneladas, e um deslocamento de 21 200 a plena carga. No início de suas carreiras, os navios eram tripulados por cerca de novecentos homens, porém esse número foi posteriormente aumentado para 1 173.
Minas Geraes e São Paulo estavam originalmente armados com doze canhões navais de 305 milímetros, vinte e dois de 119 milímetros, dezoito de 47 milímetros e oito de 25 milímetros. A bateria principal foi arranjada com quatro torres de superdisparo, duas de proa e de ré, e duas colocadas en echelon (Um arranjo de torres em que a torre de um lado do navio é colocada mais para trás do que a do outro lado, de modo que ambas as torres possam disparar para ambos os lados). Os canhões secundários de 119 milímetros foram colocados em casamatas ao longo da lateral do navio.
A propulsão dos dois navios foi fornecida pelos motores de expansão tripla vertical Vickers, em vez das turbinas a vapor usadas para alimentar a maioria dos dreadnoughts contemporâneos. Dezoito caldeiras forneciam energia aos motores, que por sua vez giravam as duas hélices de três pás com 23 500 cavalos de potência. A velocidade máxima projetada era 21 nós (39 quilômetros por hora), embora isso fosse frequentemente inatingível em suas carreiras posteriores devido à manutenção e negligência. Os navios podiam transportar 2 350 toneladas de carvão e quatrocentas de petróleo, seu alcance original era de dez mil milhas náuticas (dezenove mil quilômetros) ao viajar a dez nós (dezenove quilômetros por hora). Durante seus testes, Minas Geraes conseguiu navegar a 22 nós (41 quilômetros por hora).
O cinturão de blindagem principal era de aço cimentado Krupp com 230 milímetros de espessura, mas ele se afinava para 150 e 76 milímetros mais perto de cada extremidade. As barbetas eram protegidas por chapas de 228 milímetros, já na superestrutura esse número subia para trezentos milímetros na parte frontal, duzentos nas laterais e 51 a 76 milímetros no teto, enquanto a torre de comando tinha uma blindagem de 304 milímetros. A blindagem do convés tinha vários decks com placas de 38, 51 e 25 milímetros.